# Финкель, Морис
Морис Герман Финкель (англ. Maurice Herman Finkel, 1888—1949) — американский архитектор, наиболее известный классическими проектами кинотеатров периода немого кино.

## Биография
Морис Финкель родился в Бессарабии в 1888 году.
По приезде в Нью-Йорк начал выступать в качестве актёра еврейского драматического театра на идише, где сблизился с Полом Муни. После окончания архитектурного отделения колледжа Купер Юнион (Cooper Union) в 1915 году открыл собственную архитектурную фирму в Детройте.
Разработал более 200 зданий, начиная от жилых домов и коммерческих помещений и кончая серией известных драматических и кинотеатров; некоторые из последних стали классическими образцами кинематографической архитектуры страны. 

Среди наиболее известных работ Финкеля в Детройте:
- исторический дом чёрнокожего врача Оссиана Суита (Ossian Sweet; см. Ossian Sweet House, 1919),
- еврейский Народный театр Литтмана на 1100 мест (см. Littman Peoples Theatre, открылся 7 сентября 1927 года под руководством импресарио Абрама Литмана, — после смены владельцев в 1956 году переименован в Goldcoast Theater)[3] и Фрачный театр (Tuxedo Theatre, 1927),

в других городах Мичигана:
- Театр в Джексоне[4] (Michigan Theatre in Jackson, 1930, в 1980 году внесён в список исторических мест США[5] (National Register of Historic Places).

Наиболее известная работа М. Финкеля — Мичиганский театр (Michigan Theater) в Анн-Арборе, на 1710 мест с фасадом в романском стиле; театр открылся 5 января 1928 года для водевильных представлений и немого кино в оркестровом сопровождении — со сценой, киноэкраном, оркестровой ямой и органом. В 1980 году театр был внесён в список исторических мест США (National Register of Historic Places).

## Семья
- Жена — Аня Финкель[10].
  - Сын — Джордж Финкель (George Finkel, 29 июля 1936 — 17 апреля 2019), американский спортивный продюсер и режиссёр, лауреат трёх премий Эмми.